# ریچارد شلسینگر (تنیس‌باز)
 ریچارد شلسینگر (انگلیسی: Richard Schlesinger؛ زاده ۲۳ سپتامبر ۱۹۰۰ درگذشته ) یک تنیس‌باز اهل استرالیا بود. 